# Коморский университет
Коморский университет или университет Комор (фр. Université des Comores) — первое высшее учебное заведение Комор. Входит в Агентство франкоязычных университетов.

## История
Проект создания национального ВУЗа был предложен в 1998 году министром образования страны. В 2003 году президент Комор Азали Ассумани подписал указ об основании университета. С этого момента выпускники местных школ более не должны были ехать для получения высшего образования за границу.

## Структура
Университет включает в себя:
- Кампус Мвуни
  - Юридический и экономический факультет
  - Факультет искусств и гуманитарных наук
- Кампус Картала
  - Факультет арабской словесности и исламских наук
  - Университетский центр непрерывного образования
- Кампус Корниш
  - Факультет наук и технологий
  - Школа медицины и общественного здравоохранения
- Кампус Хамрамба
  - Институт педагогики и исследований в области образования
  - Технологический институт университета
    - Департамент вычислительной техники
    - Департамент туризма и гостеприимства
    - Департамент государственного и делового управления
    - Департамент статистики
    - Департамент гражданского строительства